# Lathrolestes pleuralis
Lathrolestes pleuralis là một loài tò vò trong họ Ichneumonidae.